# Monique Ohsan Bellepeau
Monique Ohsan Bellepeau es una política mauriciana y fue vicepresidente de Mauricio desde 2010 hasta 2016. Actuó como Presidenta de Mauricio del 31 de marzo de 2012 al 21 de julio de 2012, cuando Sir Anerood Jugnauth renunció a la inauguración de Kailash Purryag en la oficina. De nuevo actuó como presidenta del 29 de mayo al 5 de junio de 2015, cuando Kailash Purryag renunció a la inauguración de Ameenah Gurib en la oficina.

## Biografía
Monique Ohsan Bellepeau fue periodista y presentadora de noticias en el canal nacional de televisión, Mauritius Broadcasting Corporation. Ella ganó las elecciones parlamentarias y fue nombrada vicepresidenta el 12 de noviembre de 2010 tras la muerte del vicepresidente Angidi Chettiar. Fue elegida por unanimidad por todos los miembros de la Asamblea Nacional para convertirse en la primera mujer vicepresidenta de Mauricio. Ohsan Bellepeau fue miembro del Partido Laborista de Mauricio y más tarde se convirtió en el presidente del Partido. Ella es la hija de Bartholomée Ohsan, quien fue miembro fundador de la fiesta.
El 30 de marzo de 2012, el presidente de Mauricio Anerood Jugnauth renunció después de una pelea con el primer ministro del país, dejando la silla presidencial al vicepresidente Ohsan Bellepeau. Kailash Purryag lo sucedió como presidente el 21 de julio de 2012. El 29 de mayo de 2015, el presidente Kailash Purryag renunció, dejando la silla presidencial nuevamente al vicepresidente Ohsan Bellepeau. A Ameenah Gurib lo sucedió como presidente el 5 de junio de 2015.